# Iovantucaro
Marte Iovantucaro foi um deus céltico que estava associado aos deus de cura Leno Marte treverano em seu santuário em Tréveris. O nome reflete a função da deidade como um protetor da saúde e o templo foi visitado por peregrinos que frequentemente traziam com eles imagens de criança, retratadas frequentemente segurando, tanto pássaros de estimação, quanto oferendas ao deus. Em Tholey, também em território treverano , Iovantucaro era também usado como um epíteto de Mercúrio.